# Montagnes Talkeetna
Pour les articles homonymes, voir Talkeetna.
Les montagnes Talkeetna se situent dans l'État de l'Alaska aux États-Unis. Elles culminent à Sovereign Mountain à 2 697 mètres d'altitude.

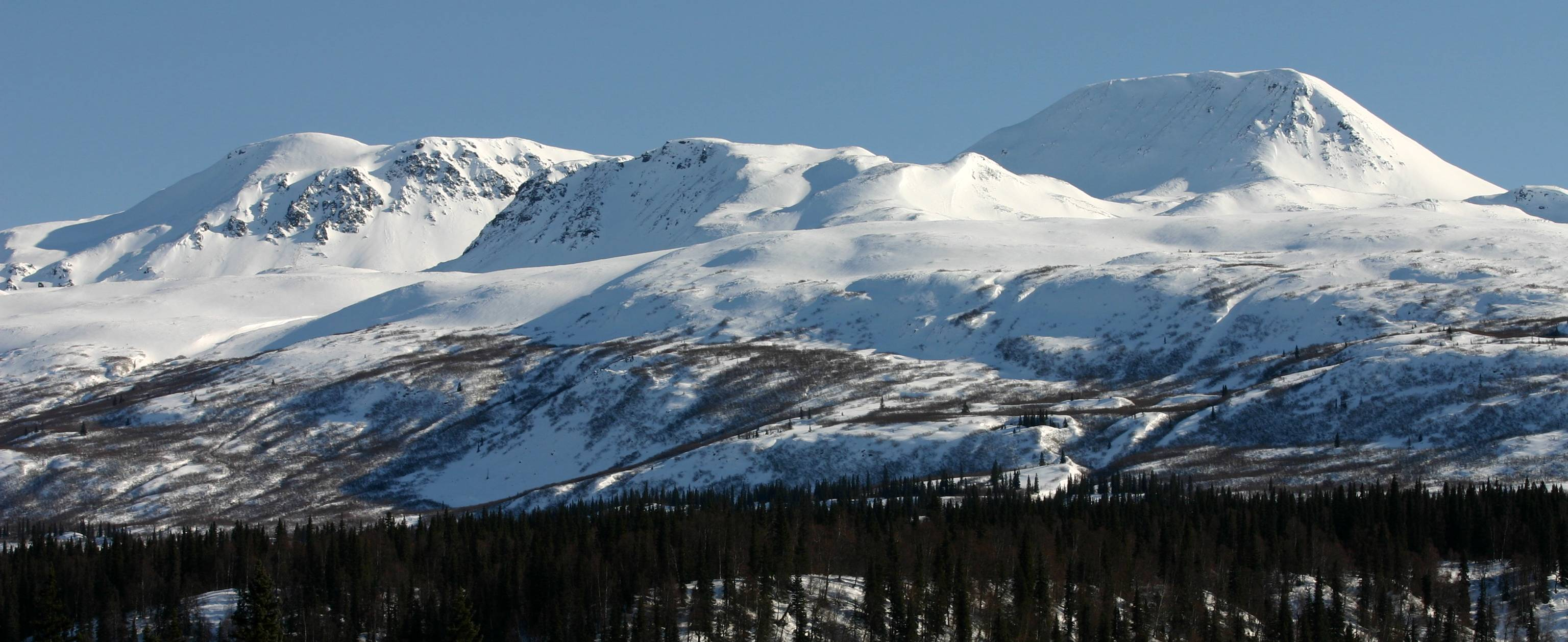
Vue des montagnes Talkeetna depuis la George Parks Highway.